# Menhir de la Roche Piquée (Saint-Germain-le-Vasson)

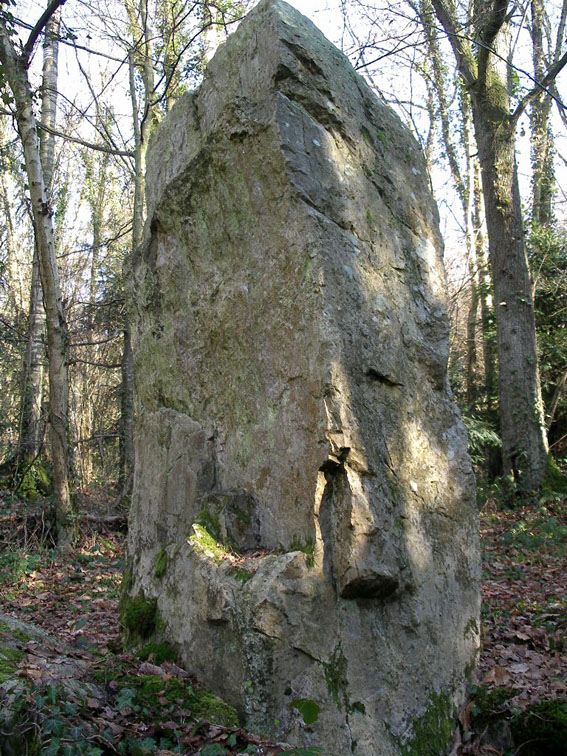
Menhir de la Roche Piquée

Der Menhir de la Roche Piquée befindet sich an einem Waldweg in der Nähe der Livet-Mine, etwa 150 m vom Ufer des Laize, an einem Ort namens Peugray, etwa südwestlich von Saint-Germain-le-Vasson, südlich von Caen im Département Calvados in der Normandie in Frankreich.
Der oft als Megalith bezeichnete fleckige Menhir befindet sich zwischen anderen Steinen die um ihn herum auf dem Sandsteinfelsen liegen.
Er ist seit 1952 als Monument historique klassifiziert.
Der Legende nach schließt dieser Stein den Eingang zu einem Gewölbe, in dem ein Schatz eingeschlossen ist.
Gleichnamig ist der Menhir de la Roche Piquée im Département Ille-et-Vilaine, in dem sich auch Les Roches Piquées befinden.

Menhir de la Roche Piquée
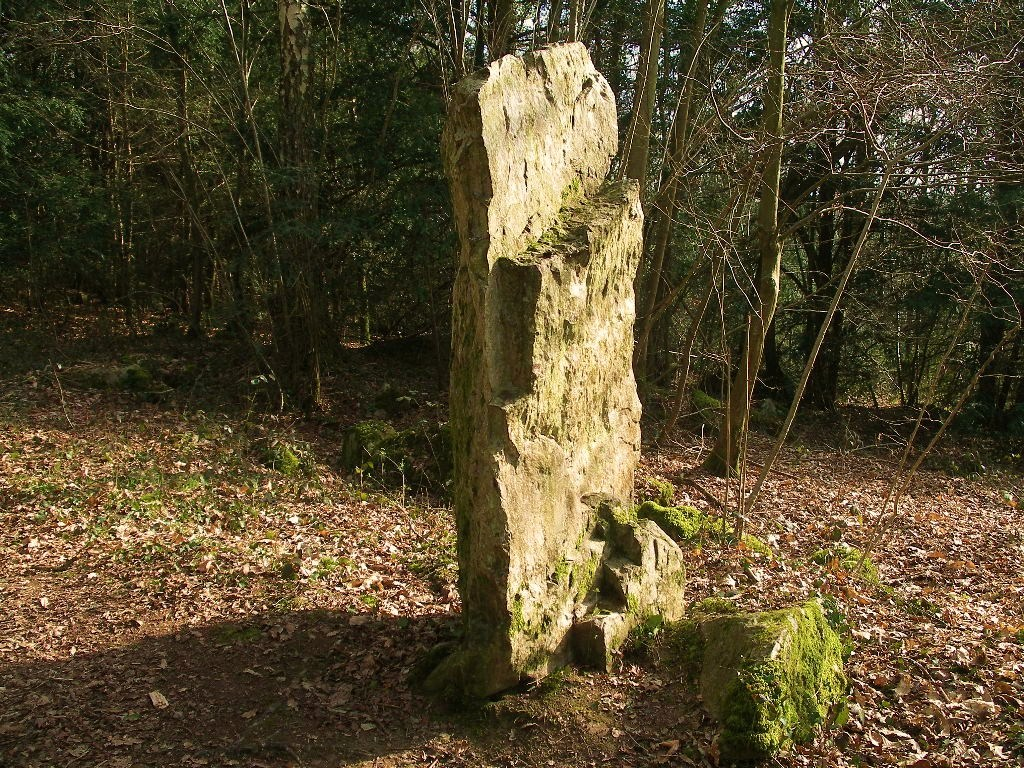
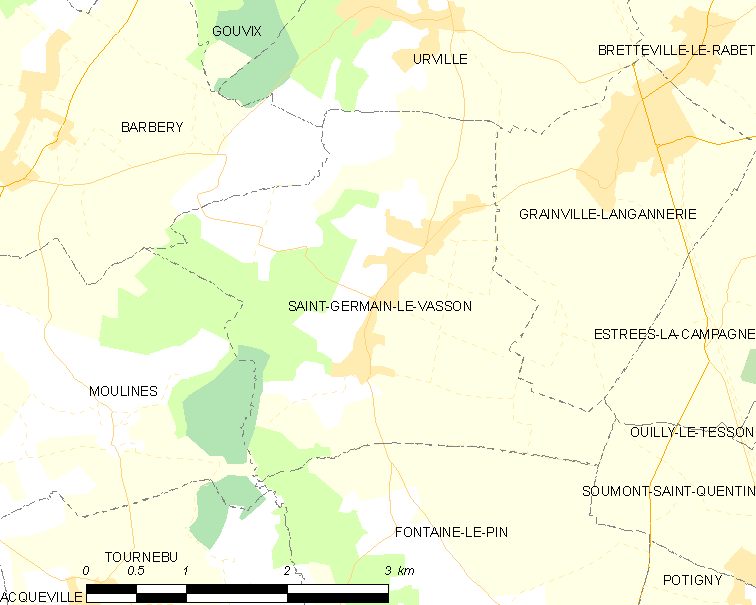
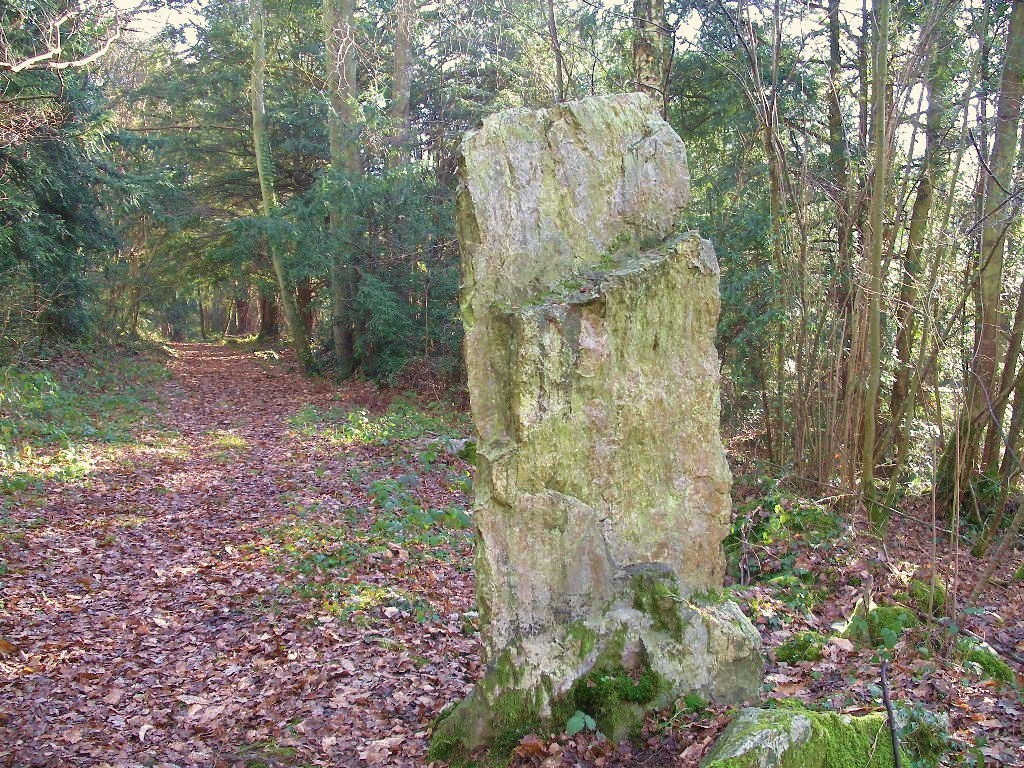